# Baron North

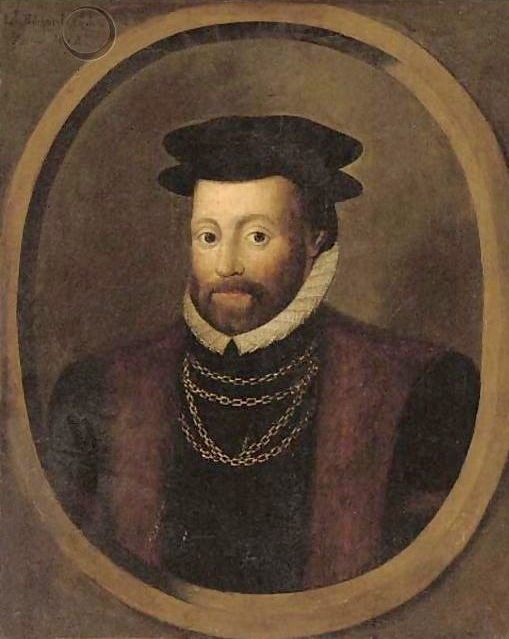
Edward North. Primer Barón North.

Barón North, de Kirtling Tower en el condado de Cambridge, es un título en suspenso en la nobleza de Inglaterra. Fue creado el 17 de enero de 1554 para Sir Edward North, un exitoso abogado, escribano del Parlamento y canciller del Tribunal de Desamortización. La baronía fue creada por escrito, lo que significa que puede descender a través de ambas líneas masculinas y femeninas. Lord North fue sucedido por su hijo Roger, el segundo barón. Fue embajador inglés en Francia, tesorero de la casa y señor-teniente de Cambridgeshire. A su muerte el título pasó a su nieto Dudley, el tercer barón. También era señor-teniente de Cambridgeshire. Fue sucedido por su hijo, también llamado Dudley, el cuarto barón. Representó a Horsham y Cambridgeshire en la Cámara de los Comunes. Su segundo hijo el Honorable Sir Francis North fue nombrado Barón Guilford en 1683.

Lord North fue sucedido por su hijo mayor, el quinto barón. Se casó con una hija del Primer Barón Grey de Warke y en 1673, cuatro años antes suceder a su padre, fue designado como barón Grey, de Rolleston en el condado de Stafford. 
La nobleza se mantuvo en suspenso durante treinta y nueve años, hasta que la suspensión se terminó en 1841 a favor de la segunda hija Earl Susan North, quien se convirtió en la décima titular. Ella era la esposa de John North, un coronel en el Ejército y miembro del Parlamento. John Doyle, asumió el apellido del North en lugar de Doyle en 1838.
El título descendió en línea directa hasta la muerte de su tatara-tatara-nieto, el decimotercer Baron (que había sucedido a su abuelo), en 1941. Lord North murió como parte de la tripulación del HMS Neptuno. A su muerte la baronía cayó en desuso entre sus dos hermanas, Dorothy Anne Graham (1915 hasta 2011) y Susan Beauchamp (1920 hasta 1999).

- Datos: Q4862678
- Multimedia: Barons North / Q4862678